# Лайфаймер, Леви
Ле́ви Лайфа́ймер (англ. Levi Leipheimer; UCI код: USA19731024; род. 24 октября 1973, Бьютт, Монтана, США) — американский профессиональный шоссейный велогонщик, выступающий за команду Team RadioShack. Стал третьим в генеральной классификации Тур де Франс 2007. Обладатель бронзовой медали на Олимпийских играх в Пекине в гонке с раздельным стартом.